# 軍事域外管轄権法
軍事域外管轄権法（ぐんじいきがいかんかつけんほう、英語: Military Extraterritorial Jurisdiction Act ; MEJA）は、アメリカ合衆国の領域外に所在する軍属や軍人・軍属の家族による犯罪を処罰するための法律である。同国の軍法会議に服さない者に対する「法の空白」を埋める目的で、2000年に制定された。
日本においては、在日米軍の刑事裁判管轄権に関連して、日米地位協定と並んで大きな意味をもっている。